# Juraj Šeliga
Juraj Šeliga (* 16. srpna 1990 Dolný Kubín) je slovenský politik, v letech 2020 až 2023 poslanec NR SR, v letech 2020 až 2021 místopředseda NR SR, v letech 2019 až 2023 místopředseda strany Za ľudí, poté místopředseda Demokratů. 

## Život
Vystudoval Právnickou fakultu Trnavské univerzity v Trnavě a získal titul Mgr. Na Katedře ústavního práva a teorie práva poté působil jako doktorand. Vystudoval také morální a právní filozofii na Kolégiu Antona Neuwirtha a politické vědy na John Jay Institute ve Filadelfii v USA. Působil jako stážista v několika různých právních kancelářích a během svého doktorského studia působil také v analytickém centru slovenského ministerstva spravedlnosti. Později působil jako asistent poslance KDH Pavola Abrhana. Angažoval se také v občanském sdružení VIA IURIS. 

### Politické působení
Během protestů po vraždě Jána Kuciaka a Martiny Kušnírové se postavil do čela organizace Za slušné Slovensko, přičemž působil jako mluvčí této iniciativy. Působení v iniciativě ukončil v červnu 2019, když spolu s tehdejším prezidentem Andrejem Kiskou oznámil, že zakládá novou politickou stranu zvanou Za ľudí. V parlamentních volbách v roce 2020 kandidoval na 3. místě kandidátní listiny této strany. Ve volbách získal 37 553 hlasů a byl tak zvolen poslancem NR SR. Ihned poté byl zvolen jedním z místopředsedů Národní rady a stal se členem ústavněprávního výboru NR SR. V říjnu 2020 se postavil proti odvolání rektora Slovenské technické univerzity Miroslava Fikara. V květnu 2021 rezignoval na funkci místopředsedy Národní rady poté, co byl usvědčen z porušení protiepidemických opatření v souvislosti s pandemií covidu-19, přičemž sám tehdy prosazoval zavádění tvrdých protiepidemických opatření.
Dne 31. března 2023 oznámil spolu s Janou Žitňanskou, že své členství ve straně Za ľudí ukončuje, přičemž v dubnu 2023 Šeliga i Žitňanská vstoupili do nově zformované strany Demokrati, kterou tehdy vedl premiér Eduard Heger. Poté se navíc stal místopředsedou této strany. V parlamentních volbách v roce 2023 kandidoval na 7. místě kandidátní listiny Demokratů. Získal 37 862 hlasů, ale nebyl zvolen, protože uskupení žádný mandát v Národní radě nezískalo. V evropských volbách v roce 2024 kandidoval na 4. místě kandidátní listiny Demokratů, ale nebyl zvolen. Strana totiž získala jen 4,68 % hlasů a tedy žádný mandát.
V dubnu 2025 byl obviněn z přečinu podněcování. V květnu 2025 bylo obvinění vzato zpět. V červnu 2025 v souvislosti se snahou o zadržení bývalého ministra obrany Jaroslava Nadě hovořil o tom, že policisté, kteří se Nadě pokusili zadržet, tak činili na politickou objednávku z nejvyšších pater.
V roce 2023 žil v Hruštíně.